# Benoît Costil
Benoît Costil (Caen, França; 3 de julho de 1987) é um futebolista francês que atua como goleiro. Atualmente está no Salernitana.

## Trajetória

### Stade Malherbe Caen
Costil estreou em 12 de agosto de 2005 com o Stade Malherbe Caen com a substituição titular Vincent Plantei.
Em 19 de março de 2007, ele renovou seu contrato de três anos com Stade Malherbe Caen, na esperança de se tornar o goleiro titular.

### Stade de Rennes
Ao concluir seu contrato de dois anos com  CS Sedan-Ardennes, em 14 de Junho de 2011, Costil assinou um contrato de três anos com o Stade de Rennes.

### Bordeaux
Em 2017 assinou um contrato com o Bordeaux.

### Auxerre
Em 15 de julho de 2022, Costil foi contratado por um ano pelo Auxerre.

## Seleção nacional

### Sub-21
Costil foi convocado para à seleção francesa sub-21 que disputou o Torneio Esperanças de Toulon de 2008.

### Seleção
Em 5 de outubro de 2014, depois da lesão de Stéphane Ruffier. Costil foi chamado pela primeira vez à Seleção da França principal por Didier Deschamps, para participar em duas partidas amistosas contra Portugal e Armenia.

## Estatísticas
Atualizado a última partida jogado o 21 de fevereiro de 2015.
| Clube                      | Temporada             | Div.                  | Liga | Liga | Liga | Copas Nacionais* | Copas Nacionais* | Copas Nacionais* | Copas Internacionais** | Copas Internacionais** | Copas Internacionais** | Total | Total | Total |
| Clube                      | Temporada             | Div.                  | PJ   | GP   | AI   | PJ               | GP               | AI               | PJ                     | GP                     | AI                     | PJ    | GP    | AI    |
| -------------------------- | --------------------- | --------------------- | ---- | ---- | ---- | ---------------- | ---------------- | ---------------- | ---------------------- | ---------------------- | ---------------------- | ----- | ----- | ----- |
| Stade Malherbe Caem França |                       |                       |      |      |      |                  |                  |                  |                        |                        |                        |       |       |       |
| 2005/06                    | 2.ª                   | 4                     | 4    | 1    | 0    | 0                | 0                | —                | —                      | —                      | 4                      | 4     | 1     |       |
| 2006/07                    | 2.ª                   | 0                     | 0    | 0    | 0    | 0                | 0                | —                | —                      | —                      | 0                      | 0     | 0     |       |
| 2007/08                    | 1.ª                   | 5                     | 12   | 1    | 0    | 0                | 0                | —                | —                      | —                      | 5                      | 12    | 1     |       |
| Total                      | Total                 | 9                     | 16   | 2    | 0    | 0                | 0                | —                | —                      | —                      | 9                      | 16    | 2     |       |
| Vannes OC França           |                       |                       |      |      |      |                  |                  |                  |                        |                        |                        |       |       |       |
| 2008/09                    | 2.ª                   | 27                    | 31   | 11   | 0    | 0                | 0                | —                | —                      | —                      | 27                     | 31    | 11    |       |
| Total                      | Total                 | 27                    | 31   | 11   | 0    | 0                | 0                | —                | —                      | —                      | 27                     | 31    | 11    |       |
| CS Sedan-Ardennes França   |                       |                       |      |      |      |                  |                  |                  |                        |                        |                        |       |       |       |
| 2009/10                    | 2.ª                   | 38                    | 45   | 11   | 7    | 4                | 3                | —                | —                      | —                      | 45                     | 49    | 14    |       |
| 2010/11                    | 2.ª                   | 38                    | 37   | 15   | 3    | 2                | 1                | —                | —                      | —                      | 41                     | 39    | 16    |       |
| Total                      | Total                 | 76                    | 82   | 26   | 10   | 6                | 4                | —                | —                      | —                      | 86                     | 88    | 30    |       |
| Stade de Rennes França     |                       |                       |      |      |      |                  |                  |                  |                        |                        |                        |       |       |       |
| 2011/12                    | 1.ª                   | 37                    | 42   | 10   | 5    | 5                | 2                | 9                | 10                     | 3                      | 51                     | 57    | 15    |       |
| 2012/13                    | 1.ª                   | 37                    | 58   | 7    | 5    | 4                | 2                | —                | —                      | —                      | 42                     | 62    | 9     |       |
| 2013/14                    | 1.ª                   | 35                    | 41   | 12   | 6    | 5                | 3                | —                | —                      | —                      | 41                     | 46    | 15    |       |
| 2014/15                    | 1.ª                   | 26                    | 34   | 9    | 6    | 9                | 1                | —                | —                      | —                      | 32                     | 43    | 10    |       |
| Total                      | Total                 | 135                   | 175  | 38   | 22   | 23               | 8                | 9                | 10                     | 3                      | 166                    | 208   | 49    |       |
| Total em sua carreira      | Total em sua carreira | Total em sua carreira | 247  | 304  | 77   | 32               | 29               | 12               | 9                      | 10                     | 3                      | 288   | 343   | 92    |

- () Copa de #o França e Copa de une-a de #o França
- (*) Une Européia da UEFA
- Legenda: PJ = Partidas jogadas, GP = Gols sofridos, AI = Jogos sem sofrer gol.

## Títulos

### Campeonatos Nacionais
| Título     | Clube           | País   | Ano  |
| ---------- | --------------- | ------ | ---- |
| Subcampeón | Stade de Rennes | França | 2013 |

### Campeonatos Internacionais
| Título                       | Clube             | País   | Ano     |
| ---------------------------- | ----------------- | ------ | ------- |
| Campeonato de Europa Sub-17  | Sub-17            | França | 2004    |
| Torneio Esperanças de Toulon | Selecção francesa | França | 2007    |
| Liga das Nações da UEFA      | Selecção francesa | França | 2020-21 |

### Distinções Individuais
- Melhor goleiro da Ligue 2 nos Prêmios UNFP em 2011.
- Nomeado na equipa ideal de  Ligue 2  em 2011.